# Florent van Aubel
Florent van Aubel (Gent, 25 oktober 1991) is een Belgisch hockeyer.

## Levensloop
Van Aubel speelt bij voorkeur in de aanval. Hij maakte zijn debuut op het hoogste niveau bij Orée, maar speelt sinds 2009 bij Dragons. Sinds de zomer van 2008 maakt Van Aubel ook deel uit van de Belgische nationale ploeg waarmee hij deelnam aan twee Olympische Spelen en in 2018 wereldkampioen werd in India.
Hij combineert zijn hockey carrière met een universitaire opleiding communicatiewetenschappen aan de VUB.

### Clubcarrière

#### Indiana en Orée
Van Aubel begon op 4-jarige leeftijd te hockeyen in de jeugd van Indiana HC. Daar speelde hij met spelers zoals Henri Heirman, Maxime De Braekeleir en Floris Van Son. Op 12-jarige leeftijd (2003) verlaat hij deze Zevergemse club om zijn jeugdopleiding voort te zetten bij het Brusselse Orée, de club waar zijn vader nog heeft gespeeld. Drie jaar later maakte Van Aubel zijn debuut bij de eerste ploeg van Orée. Na twee seizoenen in de hoofdmacht van Orée trok de spits op 17-jarige leeftijd naar topclub KHC Dragons.

#### KHC Dragons
In zijn eerste seizoen (2009-2010) bij de Dragons wonnen ze de landstitel. Zijn eerste seizoen bij Dragons werd voor Van Aubel meteen een voltreffer. In de beslissende wedstrijd scoorde Van Aubel twee doelpunten. In zijn debuutjaar werd Van Aubel uitgeroepen tot belofte van het jaar bij de uitreiking van de Gouden Stick.
Door die landstitel plaatste Dragons zich voor de EHL. Op die manier maakte Florent Van Aubel in oktober 2010 zijn Europese debuut. Daarin pakte Dragons meteen groepswinst door onder andere toenmalig titelhouder Uhlenhorster HC te verslaan. Van Aubel maakte het vierde doelpunt van de 4-2 overwinning. Nadat Van Aubel met Dragons in 2012 de bronzen medaille won, speelde hij samen met Dragons in 2013 de finale. In die afscheidswedstrijd van Teun de Nooijer, het jeugdidool van Van Aubel, was HC Bloemendaal met 0-2 te sterk. Net als zijn club speelt Van Aubel een sterk seizoen. De prestaties werden beloond met het winnen de Gouden Stick. Een prijs die hij daarna nog drie keer zou winnen (2018, 2019 en 2021). Bij de Brasschaatse club groeit van Aubel uit tot een van de steunpilaren en bepalende spelers van de club. In twaalf jaar tijd wint hij maar liefst zeven keer het Belgisch kampioenschap.

#### Uthar Pradesh Wizards
Terwijl Florent Van Aubel bij Dragons blijft spelen, wordt hij in 2017 ook geselecteerd voor de Hockey India League. Met de Uthar Pradesh Wizards bereikt Van Aubel de play-offs. Hoewel Florent Van Aubel in de halve finale twee keer scoort, verliezen de Wizards na het nemen van shoot-outs. In de troostfinale nemen de Wizards de maat van de Delhi Waveriders en pakken dus brons.

#### Pinoké
In 2022 maakte hij de overstap naar het Nederlandse Pinoké, waarmee hij in seizoen 2022-'23 de landstitel won.

### Interlandcarrière
In 2008 maakte Florent Van Aubel op de Hamburg Masters zijn debuut bij de Red Lions. Sinds zijn debuut nam Florent Van Aubel deel aan vijfEuropese kampioenschappen, drie Olympische Spelen en twee Wereldkampioenschappen.

#### 2008-2012
Op zijn eerste Europese kampioen in Mönchengladbach kwalificeerde België zich voor de Olympische Spelen in Londen. Later dat jaar won Van Aubel in Zuid-Afrika met België de Champions Challenge. Na een sterk jaar 2011 werd hij door de FIH genomineerd als FIH belofte van het jaar, maar won deze prijs niet. 
Op de Olympische Spelen van Londen speelde België de wedstrijd om de vijfde plaats. In deze wedstrijd blesseerde Florent Van Aubel zich ernstig aan de schouder na een tip-in tegen Spanje. Dankzij onder andere dat doelpunt pakte België de vijfde plaats en het daarbij horende Olympische Diploma.

#### 2012-2016
Een jaar na de Olmpyische Spelen is Van Aubel opnieuw fit. Op het EK voor eigen publiek plaatste België zich met knap hockey voor de finale. In de halve finale maakte Engeland geen schijn van kans. België won met 3-0 waarvan Van Aubel een van de doelpuntenmakers was. In de finale moesten de Red Lions hun meerdere erkennen in Duitsland.
België trok in 2014 met grote ambitities naar het Wereldkampioenschap. In Den Haag maakte Van Aubel niet het debuut waarop hij had gehoopt. De Red Lions plaatsen zich niet voor de halve finale en moeten zich opnieuw tevredens stellen met een vijfde plaats. Het zou anderhalf jaar duren vooraleer België weer echt van zich doet spreken. In het Indische Rapiur plaatste België met Van Aubel zich voor het eerst voor finale op wereldvlak. In die finale van de Hockey World League is Australië met 2-1 te sterk.
De finale in Raipur is een voorbode voor de Olympische Spelen in Rio de Janeiro. Bij zijn tweede deelname aan de Olympische Spelen plaatst België zich als groepswinnaar voor de kwartfinales. Daarin wordt eenvoudig gewonnen van India. De halve finale tegen Nederland zou een absoluut hoogtepunt worden in de Belgische sport- en hockeygeschiedenis. De Red Lions winnen niet alleen voor het eerst van Oranje op een groot toernooi, maar dankzij de 3-1 en een doelpunt van Florent Van Aubel plaatst België zich voor de finale van het Olympisch hockeytoernooi. De finale gaat uiteindelijk met 4-2 verloren tegen Argentinië.

#### 2016-2020
Een jaar na de zilveren medaille op de Olympische Spelen. Pakte Van Aubel opnieuw zilver. Op het EK in Amsterdam verloor België de finale van gastland Nederland.
Een jaar later, in 2018, trok Van Aubel voor de tweede keer naar het wereldkampioenschap hockey. In Bhubaneswar bereikte België alweer de finale. Na de verloren finales op de Olympische Spelen, het EK en de World League slaagden de Red Lions er eindelijk in om te winnen. De finale tegen Nederland eindigde op 0-0. Shoot-outs zouden de beslissing moeten brengen. Daarin stond België 0-2 achter wanneer Van Aubel aan de beurt was. Van Aubel scoorde en België kwam helemaal terug. De shoot-outreeks eindigde uiteindelijk op 2-2 en dus gingen België en Nederland naar sudden death. Van Aubel stond opnieuw oog in oog met Pirmin Blaak. Van Aubel scoorde opnieuw. Daardoor was België één Nederlandse misser verwijderd van de wereldtitel. Jeroen Hertzberger miste voor Nederland en België werd voor het eerst wereldkampioen hockey.
In de seizoenen na het WK maakt Van Aubel deel uit van de te kloppen ploeg in het mannenhockey. Tot aan de Olympische Spelen van Tokio blijven de Red Lions onafgebroken nummer een van de wereld. In de eerste editie van de Hockey Pro League bereikt België de finale. Daarin is Australië die dag de betere van de twee ploegen. Als is dat wel de voorbode voor het EK in Antwerpen. Daarin pakken de Red Lions ongeslagen de Europese titel. In de finale klopt België Spanje met 5-0 dankzij onder andere een doelpunt van Van Aubel. Als regerende wereld- en Europees kampioen wint België ook nog de tweede editie van de Hockey Pro League. Om vervolgens ook voor het eerst olympisch goud te behalen in Tokio. Florent Van Aubel zette België in de finale tegen Australië op voorsprong. De wedstrijd eindigt op een 1-1 gelijkspel, maar België na het nemen van shoot-outs. Ook hierin neemt specialist Van Aubel z'n verantwoordelijkheid en scoort de eerste in de reeks. Dat doelpunt zou, samen met de reddingen van doelman Vincent Vanasch, de basis vormen voor de olympische titel.